# Измитская часовая башня
Измитская часовая башня (тур. İzmit Saat Kulesi) находится в турецком городе Измит и является одной из многих часовых башен, которые были возведены по всей Османской империи согласно указу, который был разослан губернаторам османских провинций в честь ознаменования 25-летия восхождения на османский престол султана Абдул-Хамида II. Измитская башня была построена по проекту архитектора Ведата Тека по распоряжению Мусы Казыма-бея, губернатора Измита в 1902 году. В других источниках архитектором часовой башни значится Михран Азарян, местный уроженец армяно-османского происхождения.
Измитская часовая башня, возведённая в неоклассическом стиле, находится непосредственно перед Хюнкарским павильоном султана Абдул-Азиза. Она имеет четыре этажа и занимает площадь 3,65 на 3,65 метра. На первом этаже работают фонтаны, а часы расположены на самом верхнем её уровне. Все четыре фасада второго и третьего этажей украшают печати османского султана Абдул-Хамида II. Венчающий часовую башню заострённый конус сверху покрыт свинцом.
Часовая башня является неотъемлемой частью истории Измита на протяжении всего XX века, став символом города.
В бывших балканских провинциях Османской империи, особенно в современных сербских, боснийских и черногорских городах, таких как Белград, Приеполе, Сараево, Баня-Лука, Градачац и Стара-Варош, похожие часовые башни османских времён до сих пор известны как сахат-кулы (название происходит от турецких слов Saat Kulesi, переводимых как Башня с часами).
В 2006 году Измитская часовая башня была отреставрирована.